# Езопівська мова
Езо́пова мо́ва — замаскований спосіб формулювання, коли думки висловлюють не вдаючись до прямого конкретизування: з натяками, недомовками, інакомовленням (алюзії, іронії, алегорії, перифраза) задля уникнення цензурних чи будь-яких інших заборон, переслідувань. Поняття «езопова мова» виникло в ХІХ столітті в Російській імперії, де була надзвичайно жорстока, прискіплива цензура. Вільно висловлювати свої погляди було і небезпечно, і часто неможливо. Тоді активізувався зашифрований спосіб викладу думок з натяками і недомовками, коли цензорам начебто не було до чого причепитися, а адресати все читали «поміж рядків». Термін запровадив Михайло Салтиков-Щедрін у 70-ті роки XIX століття. Назва походить від імені відомого давньогрецького байкаря Езопа.
До езопової мови зверталися Тарас Шевченко, Іван Франко, Леонід Глібов, Леся Українка, Микола Куліш, Остап Вишня та інші. Особливо вона була поширена під час панування нормативів соціалістичного реалізму, коли письменники намагалися знайти шляхи художньої і життєвої правди («Короїди» Миколи Гірника, «Казка про Дурила» Василя Симоненка та інших).